# Ибрагимова, Шагун Джафаровна
Шагун Джафаровна Ибрагимова (1 июля 1921, с. Кумух, Казикумухский округ, Дагестанская АССР, РСФСР — 29 декабря 2016, Махачкала, Дагестан, Российская Федерация) — советская и российская дагестанская театральная актриса, народная артистка Дагестанской АССР (1965), заслуженная артистка РСФСР (1971).

## Биография
Рано осталась без матери. Во время Великой Отечественной войны работала в «трудармии», рыла окопы, затем в трикотажной артели шила бельё, свитера, носки, перчатки, военную форму для армии. В 1947 году ушла от мужа, за которого вышла без желания, стала работать кассиром в театре, затем суфлёром. В то время Лакский театр находился в районном центре в Кумухе. Однажды впервые сыграла на сцене, заменив заболевшую артистку на гастролях по Лакскому району. После этого постепенно стала чаще и чаще выступать на сцене. Стала одной из ведущих актрис Лакского театра, хотя театрального образования никогда не имела. В основном играла видных, волевых, сильных женщин. Сыграла в театре более 150 ролей.
В последние годы жизни не участвовала в спектаклях театра из-за болезни.

## Награды и премии
- Народная артистка Дагестанской АССР (1965).
- Заслуженная артистка РСФСР (18.01.1971).
- Орден Трудового Красного Знамени.

## Работы в театре
- «Если сердце захочет» Г. Рустамов — Солтанат
- «В ночь ленного затмения» Мустай Карим — Танкабике
- «Парту Патимы» М. Алиевсваха — Салихат
- «В родном ауле» М. Алиев — Сакинат
- «Хабибат и Хаджияв» М. Чаринов — Ата
- «Чёрный день» С. Касумов — Сияли
- «Севиль» Д. Джабарлы — Севиль
- «Анджело» В. Гюго — Тизбе
- «Сапожник» Г. Цадасы — Тамари
- «Я, бабушка, Илико и Илларион» Н. Думбадзе — бабушка Ольга
- «Материнская слава» Р. Хубецовой — Кади
- «В ночь лунного затмения» М. Карима — Танкабике
- «Молла Насреддин» М. Курбанова — Джумайсат